# Creagh-Gletscher
Der Creagh-Gletscher ist ein rund 6 km langer Gletscher im ostantarktischen Viktorialand. In den zu den Quartermain Mountains gehörenden Wilkniss Mountains stellt er die Fortsetzung des Creagh-Eisfalls dar und fließt in der Umgebung des Canoe-Nunatak in nordöstlicher Richtung.
Das Advisory Committee on Antarctic Names benannte ihn 1994 nach dem neuseeländischen Geistlichen Gerard James Creagh (1929–1994), der in 25 antarktischen Sommerkampagnen auf der McMurdo-Station in der Chapel of the Snows als Pfarrer tätig war.